# پفی‌مرغ‌های قهوه‌ای
پفی‌مرغ‌های قهوه‌ای (نام علمی: Bucco) نام یک سرده از تیره مرغ پفی است.

## گونه‌ها
- Collared puffbird (Bucco capensis)
- Chestnut-capped puffbird (Bucco macrodactylus)
- Sooty-capped puffbird (Bucco noanamae)
- Spotted puffbird (Bucco tamatia)